# Suchacz Zamek
Suchacz Zamek – zamknięty przystanek kolejowy w Suchaczu, w województwie warmińsko-mazurskim, w Polsce.
Przystanek stanowi część Kolei Nadzalewowej. W 2013 roku Polskie Koleje Państwowe zawiesiły istniejący ruch pasażerski.